# Pont d’Aquitaine
Die Pont d’Aquitaine ist eine Straßenbrücke (Autobahn und Radweg) über die Garonne in Bordeaux in der Region Nouvelle-Aquitaine in Frankreich. Sie ist nach der Pont de Tancarville die zweitlängste Hängebrücke Frankreichs. Sie ist kürzer als die Rheinbrücke Emmerich, aber länger als die Rheinbrücke Köln-Rodenkirchen, die zweitlängste deutsche Hängebrücke.

## Lage
Die sechsspurige Brücke ist ein Teil des Autobahnrings von Bordeaux, der als A 630 den Verkehr auf der A 10 bzw. E 05 von Paris in Richtung Spanien um die Stadt führt. Sie steht im Nordosten der Stadt etwas mehr als einen Kilometer hinter der Gabelung der A 10 in die A 630 und die N 230.

## Beschreibung

Die Hängebrücke hat in der Hauptöffnung eine Spannweite von 393,75 m und von 143 m in den beiden Nebenöffnungen. Ihre Länge von Ankerblock zu Ankerblock beträgt somit 679,75 m. Sie nutzt die Hügel am steilen rechten Ufer der Garonne, um den Fluss mit einer lichten Höhe von 53 m zu überqueren. Am flachen westlichen Ufer war eine 1014 m lange Rampenbrücke aus Spannbeton mit einem Gefälle von 4,66 % erforderlich, um den Höhenunterschied zwischen dem niedrigen Geländeniveau und der Brücke zu überwinden. Zusammen mit den 35,40 m bzw. 38 m langen Ankerblöcken ist das Brückenbauwerk insgesamt 1767,15 m lang.
Im Ankerblock am rechten Ufer sind die Tragkabel tief im Fels des Hochufers verankert. Am linken Ufer hält der 35,40 m lange, rund 20 m breite und mehr als 50 m hohe Betonblock die Zugkraft der Tragseile überwiegend durch sein Gewicht.
Der Fahrbahnträger besteht aus einer Fachwerkkonstruktion. Er ist 20 m breit. Auf ihm sind 2 × 3 Fahrstreifen angeordnet; schmale Leitplanken trennen die beiden Richtungsfahrbahnen. An beiden Seiten befindet sich ein nachträglich angebauter Radweg.
Die 103 m hohen Pylone haben Pfeiler aus einer Stahlbeton-Hohlkastenkonstruktion, die sich in der Seitenansicht von 5,3 m Breite auf 3,3 m verjüngen, während sie aus der Sicht der Brückenbenutzer gleichbleibend 4 m stark sind. Sie sind nur unter dem Fahrbahnträger und unterhalb der Spitzen durch Querriegel miteinander verbunden und versteift.
Die Tragkabel bestehen seit ihrer Erneuerung in den Jahren 2000 bis 2005 jeweils aus 61 geschlagenen Drahtseilen, die zusammengepresst und mit einem Draht luftdicht umwickelt wurden. Zum Schutz vor Korrosion sind die einzelnen Drähte galvanisiert. Die Tragkabel sind außerdem mit einem Entfeuchtungssystem ausgerüstet, mit dem trockene Luft an den Pylonspitzen in die Seile eingeblasen wird, die an den Tiefpunkten der Seile kontrolliert entweichen kann. Sensoren ermitteln die Feuchtigkeit der austretenden Luft und steuern das Einblasen.

## Geschichte
Die 1822 eröffnete Pont de Pierre war lange Zeit weit und breit die einzige Brücke über die Garonne. Aufgrund des zunehmenden Verkehrs begann man bald über eine zweite Brücke zu diskutieren. 1909 entschied man sich schließlich für eine Schwebefähre, die damals häufig gebaut wurden. 1910 wurde der Grundstein gelegt, 1914 baute man die Pfeiler, als der Erste Weltkrieg weitere Arbeiten beendete. Nach dem Krieg waren die Schwebefähren aus der Mode. Lange Diskussionen führten 1939 zu dem Vorschlag, am einfachsten sei es doch, die alte Steinbrücke abzubrechen und durch eine größere zu ersetzen. Ein Ministerialerlass von 1941 beendete jedoch diese Idee. Nach dem Zweiten Weltkrieg war man sich bald über die Notwendigkeit einer weiteren Brücke, aber noch nicht über deren Standort einig. Inzwischen wurde zumindest die alte Steinbrücke in den Jahren 1953–1954 von zwei auf vier Spuren erweitert.
1954 wurde Jacques Chaban-Delmas, der Oberbürgermeister von Bordeaux, auch Minister für öffentliche Arbeiten und sorgte kurz darauf für die Entscheidung, eine Hängebrücke zu bauen. Am 20. Mai 1960 erfolgte die Grundsteinlegung; am 6. Mai 1967 konnte die Brücke feierlich eröffnet werden.
Es war damals eine vierspurige Brücke mit beidseitig je einem 1,50 m breiten Radweg und einem 1,10 m breiten Gehweg. Die Tragkabel bestanden jeweils aus 37 Drahtseilen, die entsprechend der zu dieser Zeit in Frankreich herrschenden Doktrin nicht galvanisiert waren und in Sechseck-Profilen zusammengepresst wurden. Ab 1979 zeigte sich, dass der verwendete Korrosionsschutz einzelne Drahtbrüche nicht verhindern konnte. Im Lauf der Jahre traten diese Drahtbrüche immer häufiger auf, so dass man 1998 entschied, die Tragkabel und Hänger vollständig gegen stärkere Kabel aus galvanisierten Drähten auszutauschen. Bei dieser Gelegenheit wurde auch die Fahrbahn auf 2 × 3 Fahrspuren erweitert. Dazu musste der oberste Querriegel der Pylone und der Fahrbahnträger erweitert und die neuen Tragkabel weiter außen vollständig neu aufgehängt werden. Diese Arbeiten wurden in den Jahren 2000 bis 2005 unter laufendem Verkehr durchgeführt.